# T. J. McFarland
Timothy J. McFarland (né le 8 juin 1989 à Palos Hills, Illinois, États-Unis) est un lanceur gaucher des Ligues majeures de baseball jouant avec les Orioles de Baltimore.

## Carrière
T. J. McFarland est un choix de quatrième ronde des Indians de Cleveland en 2007. Il joue cinq ans en ligues mineures avec des clubs affiliés aux Indians avant de passer aux Orioles de Baltimore via le repêchage de règle 5 le 6 décembre 2012.
Après un fort camp d'entraînement, il est ajouté à l'effectif des Orioles pour le début de la saison 2013. Lanceur partant dans les mineures, c'est comme lanceur de relève que McFarland fait ses débuts dans le baseball majeur avec Baltimore le 6 avril 2013. Il effectue alors une longue sortie de trois manches et un tiers sans accorder de point aux Twins du Minnesota, dont il retire cinq frappeurs sur des prises.